# Геоцентрические координаты

Геоцентрическая система координат, размещение осей и их центра в теле Земли

Геоцентрические координаты — астрономические сферические величины (долгота, широта), определяющие положение точки. Начало отсчета системы совпадает с центром масс Земли. Строго относится к Земле, как к небесному телу. Аналогичные системы применяются к другим небесным телам и имеют собственные наименования — Селеноцентрическая (не стоит путать с селенографическими координатами), Гелиоцентрическая (не стоит путать с Барицентрическими координатами) и прочие. Ось Z — проходящая через точки Зенит и Надир — задает направление на север, для северного полушария. Ось Х — лежит в плоскости Экватора, задает направление на Нулевой меридиан (осевой меридиан зоны в проекции Гаусса — Крюгера). Ось Y — лежит в плоскости Экватора и дополняет систему до правой.
Применяется в качестве базовой, для построения моделей орбит спутников, несмотря на приближённый её характер, широко распространена в Астроинерциальной навигации.

## ГСК-2011
С 1 января 2017 г. все геодезические и картографические работы, предусматривающие создание новых пространственных данных в государственной системе координат, должны выполняться только в ГСК-2011. ГСК-2011 является геоцентрической, что существенно отличает её от референцных СК-42 и СК-95. Система ориентирована в теле Земли и идентична Международной земной опорной системе координат — International Terrestrial Reference System (ITRS), установленной в соответствии с рекомендациями Международной службы вращения Земли и систем координат (МСВЗ) — International Earth Rotation and Reference Systems Service (IERS) и Международной ассоциации геодезии — International Association of Geodesy (IAG) и решением ООН. Её эллипсоид по параметрам практически совпадает с эллипсоидом ITRF2008 и получил наименование эллипсоида ЦНИИГАиК. Таким образом ГСК-2011 и ITRF-2008 совпадают в пределах точности определения параметров эллипсоида ITRF-2008.
В результате исследований для 80 000 точек, равномерно расположенных в пределах границ Российской Федерации, получены ключи перехода для геодезических (географических) и плоских прямоугольных координат.
В рамках развития системы геодезического обеспечения Российской Федерации, с целью введения в действие новой системы координат в ближайшее время в России должен быть проведен объём работ по преобразованию массивов геодезических и картографических данных из предыдущих систем координат в ГСК-2011. В числе таких материалов, хранящиеся в Федеральном фонде пространственных данных (ФФПД) государственные цифровые топографические карты (ЦТК) масштабов 1:100 000, 1:50 000, 1:25 000 будут преобразованы в ГСК-2011.
Таким образом ГСК−2011 призвана заменить СК-42 и СК-95. Точность информации, предоставляемой потребителям ГСК-2011, практически на порядок выше по сравнению с СК-95 и на два порядка — по сравнению с СК-42.
И представляет собой очередную референц-версию. То есть адаптированный к к. л. территории Датум, общеземного эллипсоида ITRF.

### Примечание
Преобразование из Геодезической эллипсоидальной системы координат в местные геодезические координаты (системы) производится по формулам Гельмерта (Преобразование с семью элементами и это приближенный метод, который можно считать точным только, когда параметры преобразования малы). Преобразование Гельмерта считается, относительно обратимым, в отличие от преобразования Молоденского — Бадекаса, с десятью параметрами, применяющихся при пересчете геоцентрических систем.

## Параметры и ключи пересчета для реферецной геоцентрическиой системы ГСК-2011

### Параметры
| Параметр              | Символ              | Значения      |
| Большая полуось       | а                   | 6 378 136,5 м |
| Геометрическое сжатие | {\displaystyle 1/f} | 298,256 415 1 |

ГСК-2011 производные геометрические константы.
| Параметр              | Символ                                              | Значения           |
| Малая полуось         | {\displaystyle b=a(1-f)}                            | 6 356 751,758 м    |
| Первый эксцентриситет | {\displaystyle e^{2}=1-b^{2}/a^{2}=f(2-f)}          | 6,69439809179×10−3 |
| Второй эксцентриситет | {\displaystyle e'^{2}=a^{2}/b-1=(f(2-f))/(1-f)^{2}} | 6,73951508874×10−3 |

### Ключи
| Исходная Система | Конечная Система | ΔX[1]        | ΔY[1]         | ΔZ[1]        | ωх[2]       | ωy[2]        | ωz[2]        | mх 106         |
| ---------------- | ---------------- | ------------ | ------------- | ------------ | ----------- | ------------ | ------------ | -------------- |
| СК 42            | ГСК-2011         | +23,56/±2,00 | -140,86/±2,00 | -79,77/±3,00 | -2/±10      | -346/±10     | -794/±10     | -0,227/±0,25   |
| СК 95            | ГСК-2011         | +24,65/±0,43 | -129,14/±0,37 | -83,06/±0,54 | -67/±10     | +4/±10       | +129/±10     | -0,175/±0,2    |
| WGS-84 (G1150)   | ГСК-2011         | -0,34/±0,1   | +0,47/±0,1    | +1,13/±0,2   | -1,738/±1   | +3,559/±0,5  | +65,737/±0,5 | -0,1074/±0,05  |
| ITRF-2008        | ГСК-2011         | +0,002/±0,01 | -0,003/±0,02  | -0,003/±0,01 | +0,053/±0,7 | +0,093/±0,26 | -0,012/±0,23 | +0,0008/±0,001 |

Примечания к таблице:
1  Смещение центров систем координат/оценка точности, м
2  Развороты осей систем координат/оценка точности, 10-3 угл. с
| Параметр             | CК-42[1] и СК-95[2] | ПЗ-90.11[3] | ГСК-2011[4]   | ITRF2008/ITRF2014[5] | WGS 84          |
| -------------------- | ------------------- | ----------- | ------------- | -------------------- | --------------- |
| Большая полуось a, м | 6 378 245,0         | 6 378 136   | 6 378 136,5   | 6 378 136,6 ±0,1     | 6 378 137,0     |
| Сжатие 1/α           | 298,3               | 298,257 84  | 298,256 415 1 | 298,256 42 ±0,000 01 | 298,257 223 563 |

Примечания к таблице:
1  результаты 1-го уравнивания ГГС СССР, измерения проведены на эллипсоиде Бесселя, результат референц-эллипсоид Красовского.
2  результаты 2-го (гибридного) уравнивания ГГС СССР, измерения частично проведены на эллипсоиде Красовского, частично пересчитаны с эллипсоида Бесселя, частично пересчитаны с эллипсоида ITRF.
3  результаты совместного уравнивания АГС СССР, доплеровской и космической ГС на эллипсоиде ITRF.
4  результаты 2-го уравнивания ГГС СССР, приведены к эллипсоиду ITRF, результат референц-эллипсоид ЦНИИГАиК, При определении эллипсоида «ЦНИИГАиК» масштабные измерения не проводились.
5  При определении эллипсоида ITRF2014 масштабные измерения не проводились.
Более полный перечень геодезических систем можно найти здесь